# Тереза Маринова
Тереза Маринова е българска лекоатлетка, която на летните олимпийските игри в Сидни през 2000 г. печели златен медал в дисциплината троен скок.

## Биография
Родена е на 5 септември 1977 г. в град Плевен.
Баща ѝ Мончо Маринов е рекордьор на България по лека атлетика на 800 м бягане през 1974 г. (1:47,7). Има двама братя и една сестра. По-големият ѝ брат Цветомир Маринов е рекордьор на България по лека атлетика на 400 м бягане за юноши и втори на Европейското първенство за юноши в Недерхаза (1995). Висше образование завършва във Великотърновския университет „Св. св. Кирил и Методий“. Тренира при Светослав Топузов до есента на 1996 г., а след това при олимпийския шампион на същата дисциплина Христо Марков.

### Първи стъпки
Родителите на Тереза Маринова се разделят през 1982 г., когато тя е едва 5-годишна. За нея и брат ѝ Цветомир се грижи баща им. Мончо Маринов е против това децата му да се занимават със спорт, но още през следващата година – 1983 г. двамата започват да тренират лека атлетика тайно при Ваня Костова. Това продължава и когато Тереза Маринова тръгва на училище. Тя казва на баща си, че е на занималня, но вместо това ходи на тренировки. Когато баща ѝ разбира за лъжата, с много сълзи и увещания тя успява да го убеди да продължи да спортува.
През 1994 г. Тереза Маринова започва да жъне първите по-сериозни успехи – става първа в тройния скок на международно състезание в София сред девойките от своята възрастова група и балканска шампионка за девойки – старша възраст в Атина. През 1995 г. на Републиканския шампионат в зала „Фестивална“ – София Тереза Маринова подобрява за трети път в рамките само на един месец националния рекорд по троен скок за девойки, а последният ѝ резултат – 13,40 м я нарежда на шесто място в световната ранглиста за девойки по това време. Същата година на Европейското първенство по лека атлетика за юноши и девойки талантливата състезателка подобрява последния поставен от нея национален рекорд още два пъти и става европейска шампионка за юноши и девойки с резултат от 13,90 м. Очаква я бляскава спортна кариера.

### Отличия
- Европейска шампионка за девойки в Недерхаза (1995) с 13,90 м.
- Световна шампионка и световна рекордьорка за девойки в Сидни (1996) с 14,62 м.
- Осма на Световното първенство в зала в Берси (1997).
- Шеста на Световното първенство в Атина (1997) с 14,34 м.
- Трета на Европейското първенство в Будапеща (1998) с 14,50 м.
- Четвърта на Световното първенство в зала в Маебаши (1999) с 14,76 м.
- Олимпийска шампионка на летните олимпийски игри в Сидни през 2000 г. с 15,20 м и национален рекорд на България (пето постижение в тогавашната ранглиста за всички времена).
- Световна шампионка в Лисабон (2001) с 14,91 м (личен рекорд в зала).
- Трета на Световното първенство в Едмънтън (2001) с 14,58 м.
- Европейска шампионка в зала във Виена (2002) с 14,81 м.

### Награди
- Спортист №1 на България за 2000 г.
- В Топ-10 при определяне на най-добър спортист на България за 2001 г.

### След активна спортна кариера
Тереза Маринова прекратява активната си спортна кариера преди олимпиадата в Пекин през 2008 г. На 1 февруари 2011 г. ражда дъщеря си Дарина. От пролетта на 2012 г. работи в НСА като преподавател по лека атлетика. От лятото на 2012 г. е водещ и коментатор в БНТ. На 22 декември 2012 г. ражда второто си дете. То е момченце и се казва Калин. Има своя детска школа по лека атлетика и е организатор на ежегодния спортен празник „Тереза Маринова и приятели“, който е турнир по лека атлетика за деца от 6 до 12 години. Олимпийската шампионка живее на семейни начала с приятеля си Трендафил, баща на децата ѝ.